# Thiago Martins
Thiago Martins (San Paolo, 4 settembre 1976) è un ex calciatore brasiliano, di ruolo attaccante.

## Carriera

### Club
Martins è nato nel lato est di San Paolo ed è arrivato negli Stati Uniti nel 1996. Si è trasferito a Los Angeles, a soli diciannove anni e con pochi soldi. Si è poi spostato a Santa Barbara, dove ha dormito in albergo finché il suo denaro non è terminato. Successivamente, ha dovuto dormire sulla spiaggia. Per sua fortuna, una mattina si è svegliato e si è unito a giocare a calcio con alcuni ragazzi. Uno di quei ragazzi, infatti, ha portato Martins nella sua casa, nonostante il brasiliano conoscesse poco l'inglese e lo spagnolo. Ha cominciato a giocare a calcio da amatore, venendo notato dall'allenatore Tim Vom Steeg, che gli ha offerto di giocare per il college di Santa Barbara.
Martins ha accettato ed è entrato a far parte del college di Santa Barbara, dove ha giocato a calcio nel 1997 e nel 1998, sotto la guida di Vom Steeg. Quando l'allenatore si è trasferito alla vicina università UC Santa Barbara, anche Martins lo ha seguito.
Nel 1999, ha giocato soltanto undici partite a causa della rottura del metatarso. Ha comunque segnato sei reti. In totale, nel biennio 1999-2000, ha messo a segno quattordici reti.
Dopo il 2000 ha lasciato l'università per passare all'ormai defunto San Diego Flash, militante nell'A-League, scelto da Colin Clarke dopo l'ottenimento da parte del brasiliano della Green Card. Nel 2001, Martins è passato al Minnesota Thunder, dove ha segnato due reti in undici presenze. Successivamente, si è trasferito ai Pittsburgh Riverhounds, dove si è imposto con trenta reti in trentatré gare. Per le sue performance, è stato nominato MVP del campionato. Al termine della stagione, è passato al D.C. United, nella Major League Soccer.
Con lo United, ha giocato cinque partite prima della conclusione del campionato. Durante la preparazione per la stagione seguente, si è infortunato al legamento crociato anteriore e, a causa di questo problema, ha saltato l'intera stagione 2004. È stato poi scelto, nel 2005, dal Chivas USA ed ha segnato il primo gol della storia della sua squadra alla seconda partita giocata, pareggiata tre a tre contro i San Jose Earthquakes. Martins ha segnato altre due reti nel corso della stagione.
È stato poi scambiato ai New York Red Bulls, in cambio di Ante Razov, nel gennaio 2006. Ha giocato soltanto una gara per il nuovo club, prima di essere nuovamente ceduto, questa volta ai Colorado Rapids, per Peguero Jean Philippe. Alla conclusione della stagione, ha firmato per i norvegesi del Bodø/Glimt, nell'Adeccoligaen.
La carriera al Bodø/Glimt è partita col piede giusto: nelle prime quattro gare, infatti, ha messo a segno dieci reti. Ha siglato una doppietta contro il Tromsø, nella vittoria in trasferta della sua squadra per tre a uno. Si è poi infortunato al ginocchio e non ha giocato al massimo della forma contro l'Hønefoss, il 9 aprile 2007. Al termine della stagione, il Bodø/Glimt ha conquistato la promozione in Tippeligaen. Il 31 dicembre 2010 è scaduto il suo contratto e il Bodø/Glimt non gli ha offerto il rinnovo. Ha poi annunciato il ritiro.